# سينايت فيسيها
سينايت فيسيها، هي أستاذة في طب الغدد الصماء التناسلي والعقم في جامعة ميشيغان، ومديرة البرامج الدولية في مؤسسة سوزان بوفيه. حصلت فيسيها على شهادة في القانون وتشتهر بعملها كمدافعة عن الصحة الإنجابية العالمية وحقوق المساواة بين الجنسين. وهي مؤسس المركز الدولي للصحة الإنجابية (CIRHT) في جامعة ميشيغان. كذلك، ترأست فيسيها الحملة الانتخابية لتيدروس أدهانوم غيبريسوس، وهو أول مدير عام أفريقي لمنظمة الصحة العالمية في الفترة 2016 – 2017.

## نشأتها وتعليمها
ولدت فيسيها في أديس أبابا عاصمة إثيوبيا في عام 1971 حيث كانت فيسيها من الصغار الثلاثة بين إخوتها العشر. أبدت سينايت شغفًا بالطب منذ سن مبكرة جدًا على عكس إخوتها الأكبر سنًا الذين كانوا مهتمين بالهندسة والفيزياء. درست فيسيها بعد إنهائها الدراسة الثانوية في تيكور أنبيسا في أديس أبابا لفترة وجيزة. ثم سافرت في عام 1989 إلى الولايات المتحدة الأمريكية والتحقت بكلية روزاري (جامعة الدومينيكان الآن) حيث حصلت على بكالوريوس درجة علمية، وحصلت بعد ذلك على تمويل من معهد هوارد هيوز الطبي لمتابعة دراساتها البحثية في جامعة ميشيغان. طورت سينايت أثناء وجودها في جامعة ميشيغان اهتمامًا جديدًا في مجال الممارسات الطبية الخاطئة، خاصةً في مجال التوليد وأمراض النساء. وذلك بالإضافة إلى اهتمامها بصحة المرأة وحقوقها. أدى جميع ما سبق إلى متابعتها برنامج دكتوراه مشتركة في القانون والطب. حصلت سينايت على درجة الدكتوراه في الطب من جامعة جنوب إلينوي في عام 1999 مع مرتبة شرف، كما دخلت في مجتمع ألفا أوميغا ألفا الشرفي. أكملت إقامتها في التوليد وأمراض النساء في عام 2003، وأتمت منحة في علم الغدد الصماء الإنجابي والعقم في عام 2006 في المركز الطبي بجامعة ميشيغان.

## مهنتها
تركزت أعمال الدكتورة فيسيها على تحسين صحة المرأة عالميًا. وبعد إنهائها الزمالة في جامعة ميشيغان، انضمت فيسيها إلى المؤسسة بصفتها عضوًا مبتدئًا في هيئة التدريس، وحصلت لاحقًا على منصب مثبّت لتصبح بعدها أستاذةً كاملة. تبوّأت الدكتورة فيسيها خلال فترة عملها في جامعة ميشيغان مناصبًا أكاديمية وإدارية مختلفة؛ حيث عملت كمديرة طبية لمركز ميشيغان للطب التناسلي، ورئيسة قسم أمراض الغدد الصماء التناسلية والعقم، ومديرة مشاركة في مسار الامتياز في كلية الطب في مجال الصحة والتفاوتات العالمية.
قاد الدكتورة فيسيها إنشاء مركز التدريب للصحة الإنجابية الدولي (CIRHT) في جامعة ميشيغان، وحملت لقب المدير التنفيذي المؤسس للمركز حتى عام 2015. أُنشِئ المركز ليكون بمثابة منصة تعاون بين جامعة ميشيغان والمؤسسات الطبية في جنوب الصحراء الإفريقية وجنوب شرق آسيا حيث معدلات الوفيات النفاسية المبلغ عنها مرتفعة. يهدف المركز إلى التقليل من وفيات الأمهات وتعزيز الصحة الإنجابية والعدالة الإنجابية في هذه المناطق. لعبت سينايت دورًا رئيسيًا في تأسيس المرك، كما سهّلت التعاون بين جامعة ميشيغان وأعضاء هيئة تدريس المؤسسات الطبية في مسقط رأسها إثيوبيا.
حصلت الدكتورة فيسيها على منحة بقيمة 25 مليون دولار لتقود برامج المركز مع كلية الألفية الطبية بمستشفى سانت بول (SPHMMC) في أديس أبابا. طورت هذه الشراكة وحدة تدريب من الأطباء والممرضات والقابلات المؤهلين، لتعتمد بعد ذلك تسعة مؤسسات أخرى في البلاد نفس الطريقة.
عُينت الدكتورة فيسيها كمديرة للبرامج الدولية في مؤسسة بافيت في عام 2015، حيث أشرفت على تقديم المنح الدولية والدعوة إلى العدالة الإنجابية العالمية. أصبحت سينايت مديرة مجموعة الأطباء الإثيوبيين الأمريكية، وهي عضو في المجلس الاستشاري التنفيذي للمبادرة العالمية لتحسين الصحة.
ترأست فيسيها حملة المدير العام لمنظمة الصحة العالمية تيدروس أدهانوم غيبريسوس الذي أصبح أول مدير أفريقي منتخب لمنظمة الصحة العالمية، وعملت لاحقًا كمستشار رئيسي له. أثنى أدهانوم على سيايت لمساهماتها في توفير الرعاية الصحية للنساء في إثيوبيا، وقال عند استقبالها جائزة المائتين: «من الصعب للغاية تلخيص احترامي لسنايت. مساهماتها في إثيوبيا والصحة العالمية ولي هائلة للغاية. كانت الشراكة بين القديس بولس وجامعة ميشيغان مثالية، لأن كلتا المؤسستين كانتا تتمتعان برؤية وطموح ورغبة مشتركة لتحسين الخدمات الصحية في إثيوبيا، لكن الشراكة لم تكن ستنجح دون الدور الذي قدمتها سينايت».
تعمل الدكتورة فيسيها أيضًا كعضو في المجلس الاستشاري العالمي للصحة 50/50؛ حيث يعمل هذا المجلس الاستشاري على تحليل السياسات والبحث فيها بهدف جعل الصحة العالمية أكثر مساواة بين الجنسين. انضمت سينايت في عام 2018 إلى المجلس الاستشاري لبرنامج القيادة الوزارية بجامعة هارفارد، والمبادرة المشتركة لهارفارد تي إتش مدرسة تشان للصحة العامة، وكلية هارفارد كينيدي الحكومية، وكلية الدراسات العليا للتربية التي تركز على تعزيز فعالية القيادة.
انضمت سينايت خلال حياتها المهنية إلى جمعيات وحازت على زمالات مختلفة، ومنها: الجمعية الأمريكية للطب التناسلي، الجمعية الأوروبية للتكاثر البشري والأجنة، الكلية الأمريكية للطب الشرعي، جمعية نورمان إف ميلر لأمراض النساء، والكونغرس الأمريكي لأطباء النساء والتوليد، والرابطة الأمريكية لطب الموجات فوق الصوتية. وهي أيضًا عضو في مجلس إدارة مؤسسة هاملين للنواسير (في الولايات المتحدة الأمريكية) ومؤسسة ويلوز للصحة الإنجابية (في إسطنبول، تركيا).

## جوائز
كرمت وزارة الصحة الإثيوبية سينايت بأعلى جائزة مُنحت تقديرًا لمساهمتها العظيمة في قطاع الصحة في عام 2013. وحصلت في عام 2016 على جائزة الإنجاز الوظيفي المتميز من جمعية خريجي المركز الطبي بجامعة ميشيغان. كانت سينايت أيضًا واحدة من 20 متلقي فقط لجائزة خريجي الذكرى المئوية لجامعة ميشيغان بسبب دورها العالمي في توسيع خدمات الصحة الإنجابية، خاصة في البلدان النامية، وقد رشحتها رابطة النساء في مجال الأعمال في إثيوبيا لجائزة النساء المتميزات في عام 2016. أُدرِجت سينايت أيضًا كواحدة من الأفارقة المئة الأكثر تأثيرًا في عام 2018 من قبل مجلة نيو أفريكا.

## المنشورات
نشرت سينايت مقالات في أمراض الغدد الصماء التناسلية والعقم والأخلاقيات الطبية. وهي تجري أبحاثًا حول العقم بما في ذلك استخدام الطب البديل والإمكانات الإنجابية لمرضى السرطان بعد العلاج الكيميائي والتكاثر بعد انقطاع الطمث.

## الحياة الشخصية
التقت سينايت بزوجها تيودروس فيشا –وهو جراح تجميل– بينما كانت تجري أبحاثًا في جامعة ميشيغان، وهي أم لأربعة أطفال –ثلاثة فتيان وفتاة واحدة.